# Seksualni fetišizem
Seksualni ali spolni fetišizem, priložnostno tudi erotični fetišizem, je seksualna fiksacija na neživi predmet ali del telesa, ki ne spada med spolovila (genitalije). Objektu (predmetu) spolnega interesa pravimo fetiš, medtem ko je oseba, ki jo ta fetiš seksualno privlači, tako imenovani fetišist. Seksualni fetišizem je lahko tako nepatološka pot do spolnega vzburjenja kot tudi duševna motnja, ki posamezniku povzroča vidno psihosocialno stisko in ga ovira pri normalnem delovanju na raznih življenjskih področjih.
Četudi medicinske definicije termin seksualni fetišizem omejujejo na predmete in dele telesa, se v družbi izraz uporablja tudi za označevanje spolne privlačnosti do specifičnih aktivnosti.

## Definicije
V vsakdanjem pogovoru se beseda fetiš nanaša na vsak spolno vzburjajoč dražljaj, ki pa ne nujno zadosti medicinskemu kriteriju za fetišizem. Ta nekoliko širša uporaba izraza fetiš vključuje tako dele kot značilnosti človeškega telesa (vključujoč debelost ipd.), predmete, situacije in aktivnosti (kot sta kajenje in sadomazohistična seksualna igra BDSM). Med fetiše sodijo tudi nekatere druge parafilije, kot so urofilija, nekrofilija in koprofilija.
Izvorno večina medicinskih tekstov fetišizem definira kot spolno zanimanje za nežive predmete, dele telesa in izločke (sekrete). Tretja izdaja Diagnostičnega in statističnega priročnika duševnik motenj (DSM-III) iz leta 1980 je to definicijo nekoliko skrčila, saj je izključila spolno vzburjenje zaradi delov telesa. Leta 1987 je DSM-III-R znova spremenil diagnozo, pri čemer je spolno vzburjenje zaradi delov človeškega telesa poimenoval partializem. DSM-IV je ta pojem ohranil. Ameriški psihiater Martin Kafka je zagovarjal trditev, da bi bilo treba partializem združiti s fetišizmom, ker sta stanji zelo podobni, in v peti izdaji (DSM-5) se je to tudi zgodilo. ICD-10 (WHO) fetišizem še zmeraj omejuje zgolj na nežive predmete.

## Različni tipi
V pregledni študiji 48 primerov kliničnega fetišizma iz leta 1983 so fetiši vključevali oblačila (58,3 %), gumo in gumijaste izdelke (22,9 %), obutev (14,6 %), telesne dele (14,6 %), usnje (10,4 %) in mehke materiale ter tkanine (6,3 %).
Študija iz leta 2007 je preučevala fetišizem med uporabniki internetnih skupin za klepetanje. Raziskovalci so preštevali in razvrščali posameznike, ki so imeli v svojem imenu besedo fetiš. Skupine, ki so jih privlačili telesni deli: 47 % uporabnikov za noge (podofilija), 9 % za telesne tekočine (vključujoč urofilijo, skatofilijo, laktafilijo, menofilijo in mukofilijo), 9 % za telesno velikost, 7 % za lase in približno 5 % je pripadalo skupini, ki se je posvečala mišicam. Manj priljubljene skupine so kot fetiš dojemale popek, noge, dlake, usta, nohte ipd. Med skupinami, ki so jih privlačila oblačila, so s 33 % prevladovala oblačila spodnjih okončin (nog in zadnjice), z 32 % je sledila obutev, 12 % spodnje perilo in 9 % večja oblačila (npr. jakne). Manj priljubljeni predmeti so bila razna pokrivala, stetoskopi, zapestnice in podobno, otroške dude ter plenice.

## Vzrok
Fetišizem se navadno pokaže v obdobju pubertete, a se lahko razvije že prej. Ni poznanega točnega vzroka za razvoj te parafilije.
Nekatere razlage omenjajo princip klasičnega pogojevanja. V več preizkusih so raziskovalci s pomočjo konvencionalnih erotičnih pripomočkov moške pripravili do izkazovanja spolne vzburjenosti ob pogledu na nenavadne dražljaje, kot so škornji, geometrijski liki in steklenice. Po mnenju seksologa Johna Bancrofta samo pogojevanje ne more v celoti pojasniti fetišizma, saj proces pri večini ljudeh ne vodi v pojav fetišizma. Strokovnjak je predlagal, da naj bi bil s klasičnim pogojevanjem povezan še nek drug dejavnik, kot so denimo abnormalnosti v procesu seksualnega učenja.
Teorija seksualnega vtisnjenja predlaga, da se človek prepoznavanja spolno zaželenih značilnosti in aktivnosti nauči že v otroštvu. Fetišizem naj bi tako bil posledica neustreznega vtisnjenja, ko si je otrok vtisnil preozek oziroma nepravilen koncept spolnega objekta. Do tovrstnega vtisnjenja naj bi prišlo v zgodnjih fazah otroštva, ko se otrok prvič sreča z vzburjenjem in željami.
Pri fetišizmu naj bi imele vlogo tudi nevrološke razlike. Indijski nevroznanstvenik Vilayanur S. Ramachandran je opazil, da področje, ki procesira senzorične (čutilne) dražljaje, prihajajoče iz nog, leži neposredno ob predelu, kamor se steka stimulacija spolovil (genitalij). Ponesrečena povezava med tema dvema regijama bi morda lahko pojasnila prevalenco fetišizma, povezanega z nogami. V enem izmed nenavadnih primerov je lobektomija pri epileptičnem moškem vodila v razvoj fetišizma do varnostnih zaponk.
Redkost fetišizma med ženskami so poskušali razložiti na različne načine. Večina fetišev naj bi bila vizualna po svoji naravi in za moške se predvideva, da so spolno bolj občutljivi na vidne dražljaje. Roy Baumeister predlaga, da je moška seksualnost nespremenljiva (razen v kratkem obdobju otroštva, ko se lahko razvijejo fetiši), medtem ko je ženska spolna identiteta fluidna skozi celo življenje.

## Diagnoza
ICD-10 fetišizem definira kot zanašanje na nežive predmete, da bodo ti vzrok spolnega vzburjenja in zadovoljitve. Kot motnjo se stanje obravnava, kadar fetišistične aktivnosti postanejo problematične in motijo normalno spolno dejavnost. Med smernice spada tudi pogoj, da mora stanje vztrajati vsaj šest mesecev in povzročati tesnobnost.
Po definiciji DSM-5 je fetišizem spolno vzburjenje zaradi neživih predmetov ali delov telesa (brez spolovil), izključujoč oblačenje v oblačila drugega spola (to spada pod transvestitsko motnjo) in spolne igrače, ki se uporabljajo za stimulacijo genitalij. Da se stanje prepozna kot fetišistično motnjo, morajo tovrstne aktivnosti vztrajati vsaj šest mesecev in škoditi posamezniku na pomembnih področjih njegovega življenja.

## Zdravljenje
Po mnenju Svetovne zdravstvene organizacije so fetišistične fantazije razmeroma pogoste in naj bi se zdravile le, kadar so diagnosticirane kot motnja. Med cilje procesa zdravljenja sodijo zavrtje morebitnega kriminalnega početja, zmanjšanje zanašanja posameznika na fetiše, izboljševanje spretnosti za ravnanje v odnosih, zmanjšanje vzburjenosti zaradi fetiša oziroma zvečanje vzburjenja zaradi sprejemljivega dražljaja.
Ena izmed najbolj popularnih metod je kognitivna vedenjska terapija (CBT). Nekatere študije poročajo o zdravljenju fetišizma s pomočjo psihodinamičnih metod. V uporabi so tudi farmakološki načini zdravljenja. Za zmanjšanje libida se predpisuje antiandrogene, kot je denimo pogosto uporabljan ciproteron acetat. Med neželene učinke spadajo osteoporoza, težave z jetri in poženščenje (feminizacija). Podobne učinke naj bi imel antiandrogen medroksiprogesteron acetat, ki pa lahko vodi v stranske učinke, kot so osteoporoza, sladkorna bolezen, pridobivanje teže, tromboza in poženščenje. Nekatere bolnice uporabljajo levprorelin in goserelin, ki ju sicer podpira le malo raziskav, a imata ti sredstvi precej manj neželenih učinkov. Del študij zagovarja uporabo selektivnih zaviralcev ponovnega privzema serotonina (SSRI), ki naj bi bili od antiandrogenov boljši, ker imajo le malo benignih stranskih učinkov.

## Epidemiologija
Prevalenca fetišizma ni poznana z gotovostjo. Večina fetišistov spada med moške. V študiji iz leta 2011 je 30 % moških poročalo o doživljanju fetišističnih fantazij in 24,5 % se jih je že poslužilo raznih fetišističnih aktov. Od tistih, ki so poročali o tovrstnih fantazijah, je 45 % dejalo, da so fetiše občutili kot spolno vzburjajoče. V raziskavi iz leta 2014 je 26,3% žensk in 27,8 % moških potrdilo doživljanje fantazij, ki so vključevale spolni odnos s fetišem ali drugim nespolnim predmetom. Druga študija je ugotovila, da je 28 % moških in 11 % žensk poročalo o fetišističnem vzburjenju (vključujoč noge, tkanine in nenavadne predmete, kot so čevlji, rokavice in plišaste igrače). Približno 18 % moških iz raziskave leta 1980 je pričalo o fetišističnih fantazijah.
Fetišizem, ki se izrazi v obliki motnje (fetišistična motnja), je redek. Manj kot 1 % splošnih psihiatričnih bolnikov je kot svojo težavo navedlo fetišizem.